# Fußball-Weltmeisterschaft 1950/Bolivien
Dieser Artikel behandelt die bolivianische Fußballnationalmannschaft bei der Fußball-Weltmeisterschaft 1950

## Qualifikation
Ursprünglich hätte Bolivien gegen Chile und Argentinien in einer Dreiergruppe um die Qualifikation spielen sollen, doch Argentinien zog seine Meldung zurück, sodass Bolivien und Chile automatisch qualifiziert waren.

## Aufgebot
| Name                | Verein                 | Geburtstag | Sp.      | Tore     | Platzverweise |          |          |          |
| Torhüter            | Torhüter               | Torhüter   | Torhüter | Torhüter | Torhüter      | Torhüter | Torhüter | Torhüter |
| ------------------- | ---------------------- | ---------- | -------- | -------- | ------------- | -------- | -------- | -------- |
| Vicente Arraya      | The Strongest          | 25.01.1922 | 0        | 0        | 0             |          |          |          |
| Eduardo Gutiérrez   | CD Ingavi              | 02.09.1922 | 1        | 0        | 0             |          |          |          |
| Abwehr              |                        |            |          |          |               |          |          |          |
| Alberto Achá        | The Strongest          | 03.04.1920 | 1        | 0        | 0             |          |          |          |
| José Bustamante     | Club Litoral           | 05.03.1922 | 1        | 0        | 0             |          |          |          |
| Mittelfeld          |                        |            |          |          |               |          |          |          |
| Alberto Aparicio    | Ferroviario La Paz     | 11.11.1923 | 0        | 0        | 0             |          |          |          |
| Duberty Aráoz       | Club Litoral           | 21.12.1920 | 0        | 0        | 0             |          |          |          |
| Juan Arricio        | Ayacucho La Paz        | 11.12.1923 | 0        | 0        | 0             |          |          |          |
| Víctor Brown        | Club Litoral           | 07.03.1927 | 0        | 0        | 0             |          |          |          |
| René Cabrera        | Club Jorge Wilstermann | 21.10.1925 | 0        | 0        | 0             |          |          |          |
| Leonardo Ferrel     | The Strongest          | 07.07.1923 | 1        | 0        | 0             |          |          |          |
| Antonio Greco       | Club Litoral           | 17.09.1923 | 1        | 0        | 0             |          |          |          |
| Eulogio Sandoval    | Club Litoral           | 14.07.1922 | 0        | 0        | 0             |          |          |          |
| Víctor Ugarte       | Club Bolívar           | 05.05.1926 | 1        | 0        | 0             |          |          |          |
| Angriff             |                        |            |          |          |               |          |          |          |
| Celestino Algarañaz | Club Litoral           | 06.04.1924 | 1        | 0        | 0             |          |          |          |
| Roberto Capparelli  | The Strongest          | 18.11.1921 | 1        | 0        | 0             |          |          |          |
| Benedicto Godoy     | Ferroviario La Paz     | 28.07.1924 | 0        | 0        | 0             |          |          |          |
| Benigno Gutiérrez   | Club Litoral           | 01.09.1925 | 1        | 0        | 0             |          |          |          |
| Benjamín Maldonado  | Club San José          | 04.01.1928 | 1        | 0        | 0             |          |          |          |
| Mario Mena          | Club Bolívar           | 28.07.1928 | 0        | 0        | 0             |          |          |          |
| Antonio Valencia    | Club Bolívar           | 20.02.1927 | 1        | 0        | 0             |          |          |          |
| Trainer             |                        |            |          |          |               |          |          |          |
| Mario Pretto        |                        | 07.10.1915 |          |          |               |          |          |          |

## Turnier

### Gruppe 4
| 2. Juli 1950 in Belo Horizonte |   |          |           |
| Uruguay                        | - | Bolivien | 8:0 (4:0) |

Nach den Absagen von Schottland und der Türkei wurde nur ein Spiel zwischen Uruguay und Bolivien ausgetragen, welches über das Weiterkommen entschied. Uruguay war mehr als deutlich überlegen und qualifizierte sich mit 8:0 für die Endrunde.